# Distretto di Nowon
Nowon (Hangŭl: 노원구; Hanja: 蘆原區) è un distretto di Seul. Ha una superficie di 35,44 km² e una popolazione di 587.248 abitanti al 2010.